# La Danaïde
La Danaïde est une sculpture d'Auguste Rodin, représentant l'une des Danaïdes, les cinquante filles du roi Danaos. Elle a été conçue à l'origine dans le cadre de son œuvre La Porte de l'Enfer, mais n'a pas été incluse dans la version finale de cette œuvre. Elle présente une certaine parenté avec la silhouette d’Andromède, qui se trouve en haut du vantail droit de La Porte de l'Enfer. 

## Présentation
La statue, en marbre, date de 1889. Elle mesure 36 cm de hauteur, 71 cm de largeur, et 53 cm de profondeur. 
Elle se réfère aux Danaïdes, les cinquante filles du roi Danaos, toutes condamnées à remplir éternellement une jarre sans fond pour avoir tué leurs jeunes époux le soir de leurs noces, à la seule exception d'Hypermnestre qui refusa de tuer son mari Lyncée. La sculpture de Rodin vise à mettre en valeur la ligne du dos et de la nuque de la Danaïde.
L'artiste ne suit pas l'iconographie traditionnelle — qui représente la Danaïde alors qu'elle remplit sa jarre — mais la montre dans un moment de total désespoir devant l'inanité de ses efforts, la tête reposant  « comme un grand sanglot » sur son bras. 

## Autres versions
Des versions en bronze de La Danaïde ont commencé à être produites en 1891 et se trouvent dans des collections en France ainsi qu'au musée Soumaya de Mexico.
Une reproduction moderne se trouve dans la collection permanente du Peoria Riverfront Museum, à Peoria, dans l'Illinois, aux États-Unis. Il s'agit d'un cadeau de 1987 d'un grand collectionneur de Rodin, B. Gerald Cantor, en l'honneur de Carlotta et Gary Bielfeldt en 1987.